# Club Fotográfico Tampei

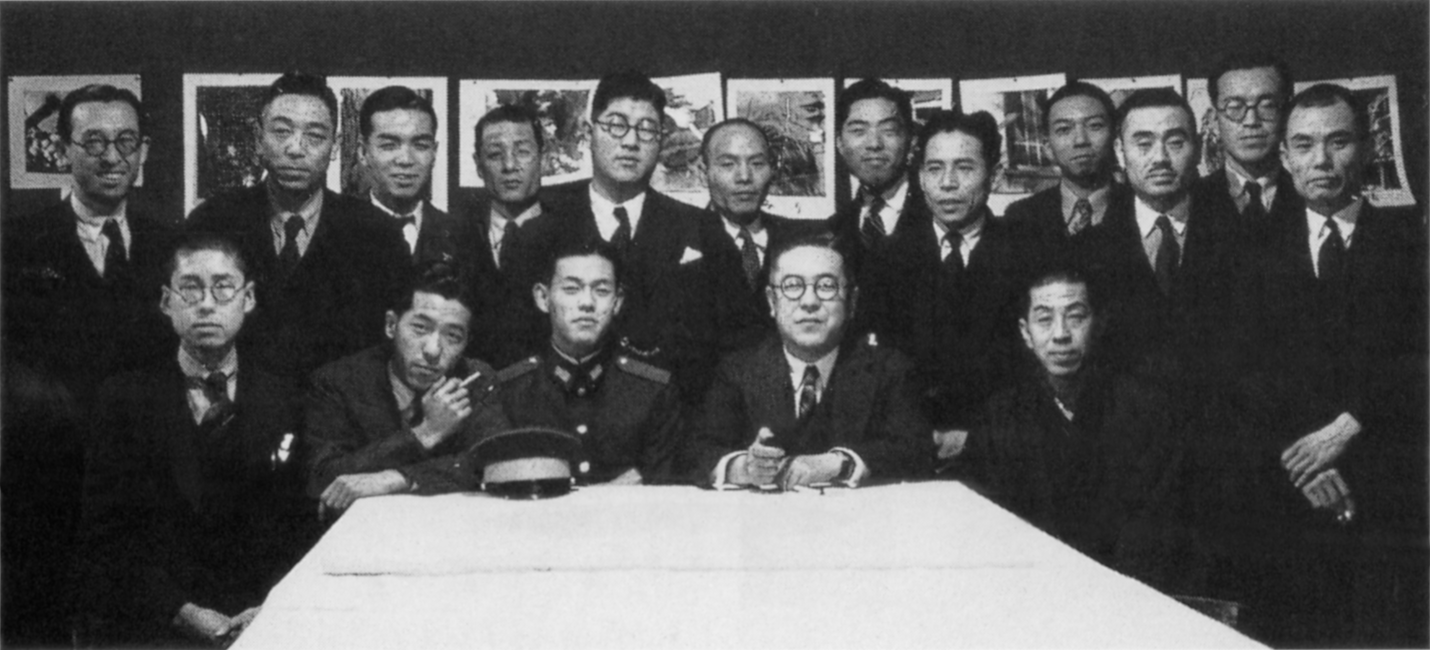
Esta es la foto de las personas asociadas al club.

El Club Fotográfico Tampei, en idioma japonés 丹平写真倶楽部, fue una asociación de fotógrafos japoneses creada en 1930 en Osaka con el fin de promover la fotografía de vanguardia. El club estuvo funcionando hasta 1941 con una evolución en sus planteamientos fotográficos que le acercaron a la Fotografía social.
El grupo tomó su nombre de la "Farmacia Tampei" (丹平薬局, Tanpei yakkyoku) que era la tienda donde compraban los materiales para realizar sus fotografías los miembros fundadores entre los que se incluían Terushichi Hirai, Kōrō Honjō, Tōru Kōno, Kaneyoshi Tabuchi y Nakaji Yasui. El fotógrafo de referencia del grupo era Bizan Ueda.
El grupo realizó su primera exposición en 1931 y otra en 1932 que incorporaba trabajos fotográficos de vanguardia y causó un gran impacto en los espectadores. Su primera exposición en Tokio la realizaron en 1935. El grupo comenzó explorando procesos experimentales como los fotogramas, la solarización y otros.
En marzo de 1941 realizaron una exposición sobre los judíos deportados a Kobe en 1931 por el régimen nazi titulada "Judíos desplazados" (流氓ユダヤ, Ryūbō Yudaya) formada por 22 fotografías. Ese mismo año el club fue disuelto y aunque resurgió al finalizar la Segunda Guerra Mundial no alcanzó la relevancia anterior.